# Johann Beckmann
Pour les articles homonymes, voir Beckmann.
Johann Beckmann est un antiquaire et physicien allemand. Né à Hoya (Électorat de Brunswick-Lunebourg) le 4 juin 1739, il est décédé le 3 février 1811 à Göttingen. 

## Biographie
Destiné à l'état ecclésiastique, il abandonne cette carrière pour celle des sciences naturelles, des mathématiques et de la philologie. Professeur de physique et d'histoire naturelle au gymnase luthérien de Saint-Pétersbourg (1763-1765), il voyage en Suède pour y étudier l'exploitation des mines et suit les cours de Linné. Il visite les collections, les bibliothèques et les manufactures du Danemark, de Hambourg et des grandes villes du nord de l'Europe puis est nommé professeur de philosophie (1766) et d'économie rurale (1770) à l'Université de Göttingen. Son enseignement s'oriente vers l'application des sciences aux arts et à l'administration.

## Œuvres
On lui doit des traités d'économie, de police, de finances, de technologie et de science commerciale : 
- manuels sur l'Économie rurale, 1769 ; sur la Technologie, 1777
- Notices pour une histoire des découvertes dans les arts et les métiers, 5 volumes, 1786-1805.

Publications:
- (la) De historia naturalis veterum libellus primus, Sankt-Peterburg, Johann Christian Dieterich, 1766 (lire en ligne)
- (de) Anfangsgründe Der Naturhistorie, Göttingen, Georg Ludewig Försters, 1767 (lire en ligne)
- Über Einrichtung der oeconomischen Vorlesungen, Göttingen 1767.
- Grundsatze der teutschen Landwirtschaft, 1769, 1896 (Basics of German Agriculture.)
- Physikalische-okonomoische Bibliothek 1770–1806 (un périodique trimestriel dont 23 volumes ont été publiés)
- (de) Anleitung zur Technologie, Göttingen, Abraham Vandenhoeck Witwe, 1777 (lire en ligne) (7 editions entre 1823)
- Beiträge zur Geschichte der Erfindungen, 5 volumes, Leipzig/Göttingen, 1780–1805.
- Anleitung zur Handelswissenschaft, Göttingen, 1789.
- Vorbereitung zur Warenkunde (1795–1800)
- Beitrage zur Okonomie, Technologie, Polizei- und Cameralwissenschaft (1777–1791, 1809)
- Entwurf der algemeinen Technologie, Leipzig und Göttingen, 1806.
- Schwedische Reise in den Jahren 1765–1766, Uppsala, 1911

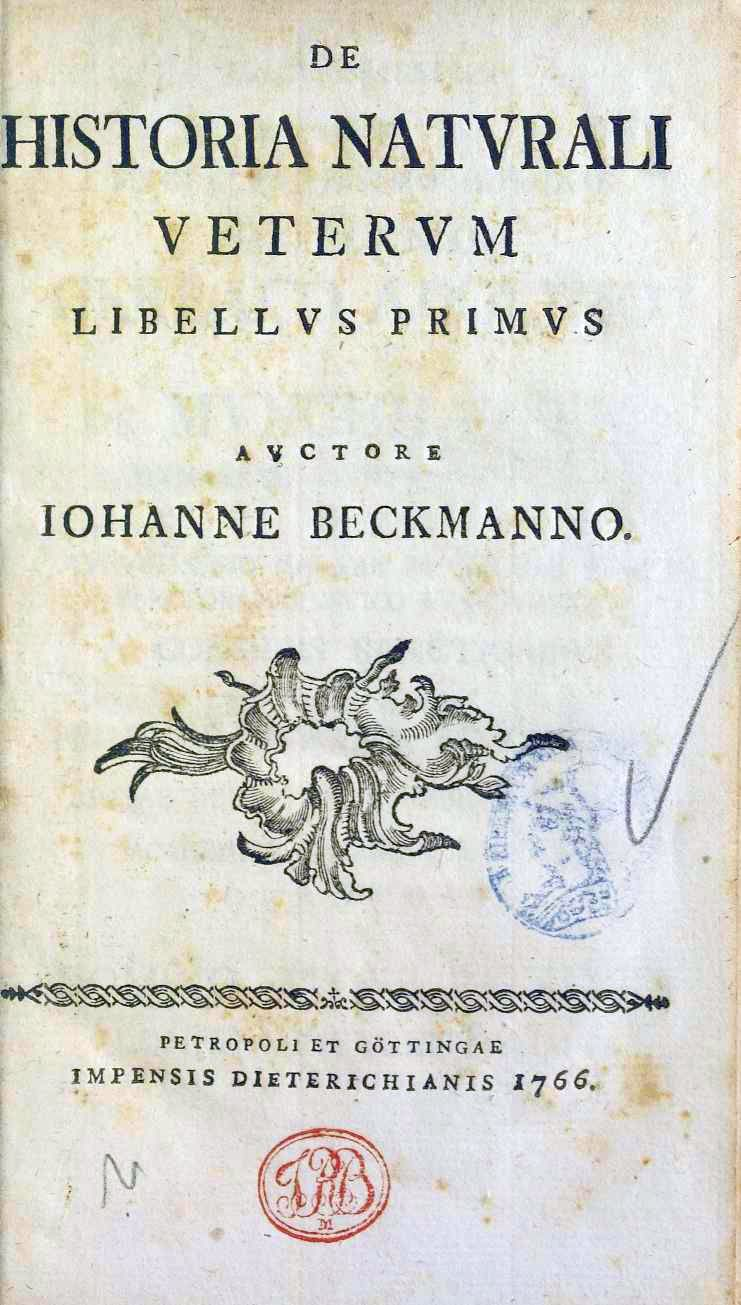
De historia naturalis veterum libellus primus, 1766

## Source
Cet article comprend des extraits du Dictionnaire Bouillet. Il est possible de supprimer cette indication, si le texte reflète le savoir actuel sur ce thème, si les sources sont citées, s'il satisfait aux exigences linguistiques actuelles et s'il ne contient pas de propos qui vont à l'encontre des règles de neutralité de Wikipédia.